# کنارراه سبز

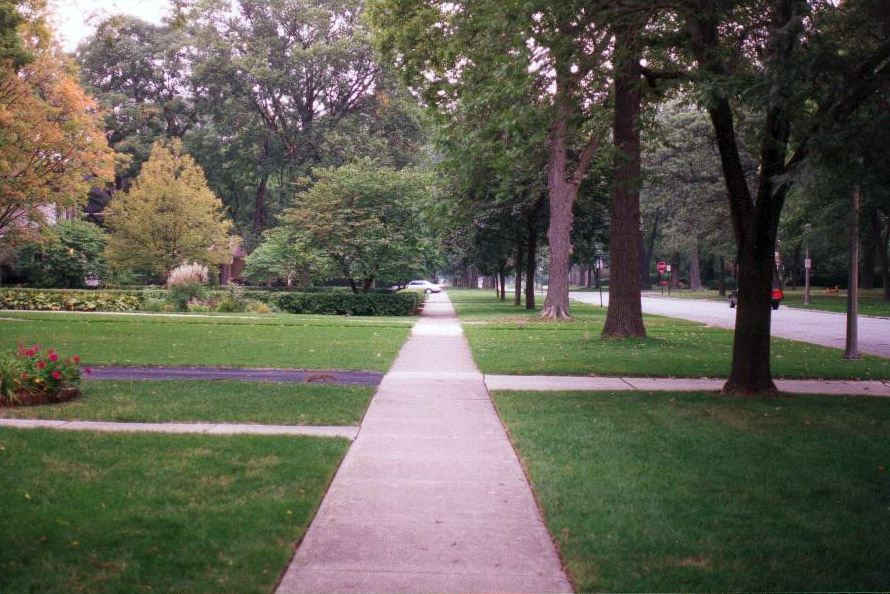
یک پارک‌گذر از درختان خیابان در پارک بلوط ایلینویز

کنارراه سبز یا نوارکناره سبز (به انگلیسی: Road verge)، نواری از چمن یا گیاهان و گاهی درختان است که بین جاده (کالسکه) و پیاده‌رو (روسازی پیاده‌رو) قرار دارد. کنارراه‌ها با ده‌ها نام دیگر، اغلب کاملاً منطقه‌ای شناخته می‌شوند.
این زمین اغلب دارایی عمومی است و تعمیر و نگهداری معمولاً مسئولیت شهرداری است. با این حال، برخی از مقامات شهرداری از صاحبان املاک می‌خواهند که مناطق حاشیه‌ای مربوط به خود و همچنین مسیرهای پیاده‌روی یا پیاده‌روهای کناری را حفظ کنند.

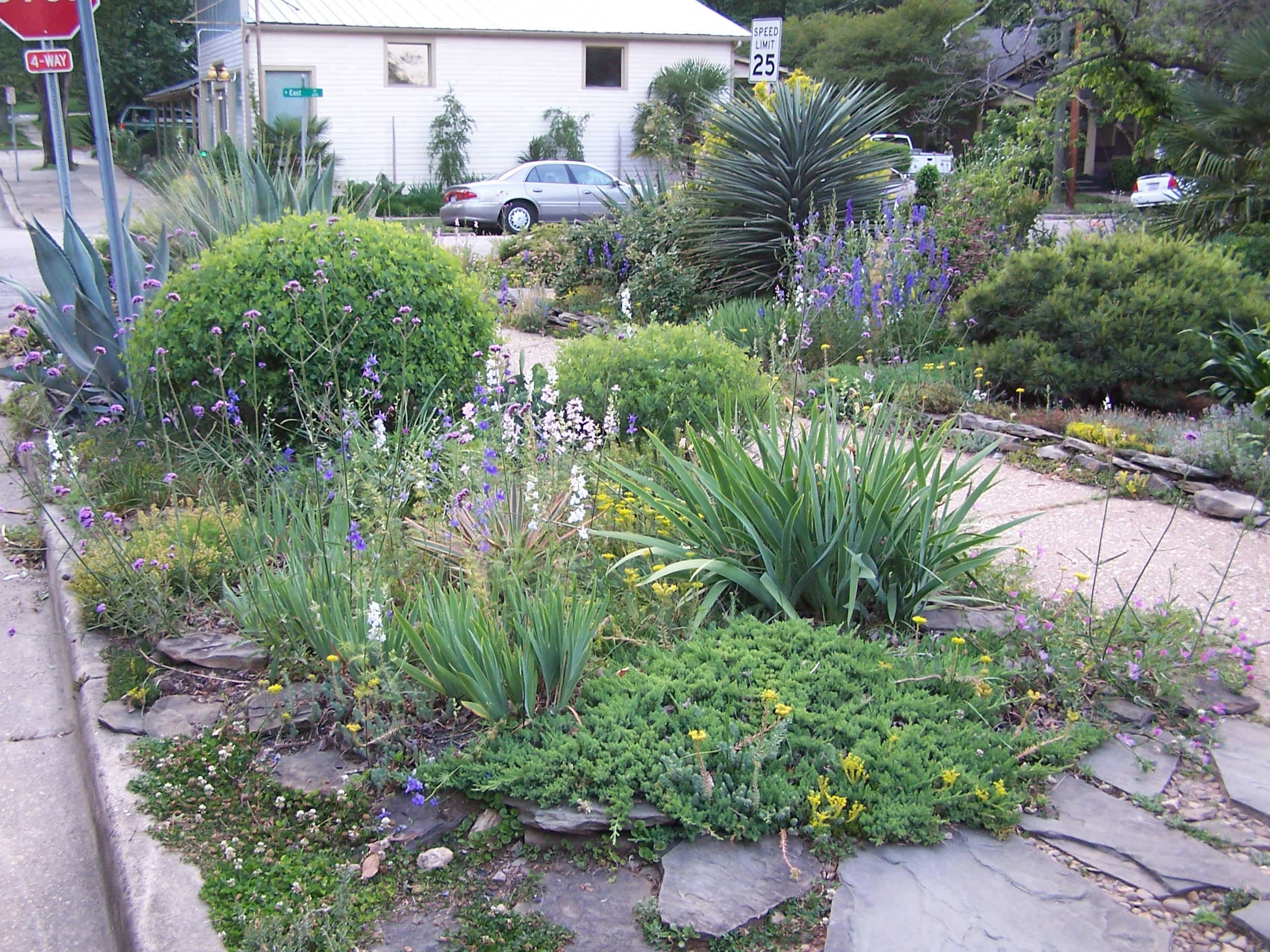
باغ بارانی در منطقه «چمن درختی» کاشته شد

مزایای کنارراه سبز عبارتند از زیبایی دیداری، افزایش ایمنی و راحتی کاربران پیاده‌رو، محافظت در برابر وسایل نقلیه عبوری، و فضایی برای نیمکت‌ها، ایستگاه اتوبوس‌ها، چراغ‌های خیابان، و دیگر امکانات عمومی. نوارکناره‌ها همچنین اغلب بخشی از پایداری برای حفظ آب یا مدیریت رواناب شهری و آلودگی آب هستند و می‌توانند زیستگاه حیات وحش مفیدی را فراهم کنند. برفی که در آب و هوای سردتر از خیابان شخم زده شده‌است، اغلب به‌طور پیش فرض در ناحیه کناره ذخیره می‌شود.
در جزایر بریتانیا، کنارراه‌ها آخرین مکان زیستگاهی برای طیف گسترده‌ای از گیاهان هستند.